# Elecciones legislativas de Rumania de 1952
El 30 de noviembre de 1952 se celebraron elecciones legislativas en la República Socialista de Rumania. Fueron las segundas celebradas bajo un gobierno comunista no disimulado y las primeras bajo una constitución adoptada en septiembre del mismo año.
El único partido que se presentó a las elecciones fue el Frente Democrático Popular, dominado por el Partido Comunista Rumano e incluyendo otras organizaciones de masas. Ningún posible candidato podía postularse sin la autorización del partido. Como era de esperar, el Frente ganó los 428 escaños de la Gran Asamblea Nacional.

## Sistema electoral
La nueva constitución se promulgó el 24 de septiembre de 1952 y tres días después se aprobó una nueva ley electoral. Los candidatos fueron elegidos en circunscripciones uninominales, y debían recibir más del 50 % de los votos. Si ningún candidato superaba ese porcentaje, o si la participación electoral en la circunscripción era inferior al 50 %, se realizaban nuevas elecciones hasta que se cumplieran los requisitos. Los votantes tuvieron la posibilidad de votar en contra de los candidatos del Frente.

## Resultados
| Partido                         | Votos      | %     | Escaños |
| ------------------------------- | ---------- | ----- | ------- |
| Frente Democrático Popular      | 10 187 833 | 98.39 | 428     |
| En contra/Votos en blanco/nulos | 165 656    | 1.61  | –       |
| Total                           | 10 353 489 | 100   | 428     |
| Participación electoral         | 10 574 475 | 97.9  | –       |
| Fuente: Nohlen & Stöver         |            |       |         |